# Morti il 2 luglio
| Questa pagina contiene informazioni ricavate automaticamente dalle voci biografiche con l'ausilio del template Bio e di un bot. L'aggiornamento è periodico e automatico e ricostruisce completamente la pagina. Se manca una persona in questa lista, sei pregato di non aggiungerla, ma accertati piuttosto che la sua voce biografica contenga il template Bio e che i dati anagrafici siano correttamente compilati. Se il template Bio manca, inseriscilo tu stesso o, in alternativa, metti l'avviso {{tmp\|Bio}} che ne segnala la mancanza. Se i dati riportati sono sbagliati, correggi direttamente la voce biografica; le modifiche saranno visibili in questa lista entro pochi giorni. Per chiarimenti vedi il progetto biografie. La lista contiene solo le 495 persone che sono citate nell'enciclopedia e per le quali è stato implementato correttamente il template Bio. Pagina aggiornata al 13 ago 2025. |

## V secolo(1)
- 458 - Giovenale di Gerusalemme, vescovo bizantino

## IX secolo(1)
- 862 - Svitino di Winchester, vescovo e santo inglese

## X secolo(1)
- 936 - Enrico I di Sassonia, sovrano sassone (n. 876)

## XI secolo(1)
- 1035 - Roberto I di Normandia, nobile

## XII secolo(1)
- 1118 - Lidano d'Antena, abate e santo italiano (n. 1026)

## XIII secolo(4)
- 1215 - Eisai, monaco buddista giapponese (n. 1141)
- 1226 - Valerano III di Limburgo, conte
- 1275 - Oddone di Rigaud, arcivescovo cattolico, teologo e militare francese
- 1298 - Adolfo di Nassau, sovrano

## XIV secolo(3)
- 1346 - Matilde di Baviera, principessa tedesca (n. 1313)
- 1354 - Lalle I Camponeschi, nobile e condottiero italiano
- 1387 - Pietro di Lussemburgo, cardinale francese (n. 1369)

## XV secolo(6)
- 1419 - Eberardo IV di Württemberg, conte tedesco (n. 1388)
- 1429 - Filippo I di Nassau-Weilburg, conte (n. 1368)
- 1431 - Arnaud Guillaume de Barbazan, condottiero francese (n. 1360)
- 1431 - Fozio, arcivescovo ortodosso e santo bizantino
- 1438 - Ernesto di Baviera-Monaco, duca (n. 1373)
- 1450 - Ranuccio Farnese il Vecchio, condottiero italiano

## XVI secolo(13)
- 1504 - Stefano III il Grande, sovrano rumeno (n. 1433)
- 1511 - Şahkulu, turco
- 1519 - Francesco Bonsignori, pittore italiano
- 1527 - Domenico Giacobazzi, cardinale e vescovo cattolico italiano (n. 1444)
- 1555 - Girolamo dai Libri, pittore e miniatore italiano
- 1576 - Josias Simmler, teologo e umanista svizzero (n. 1530)
- 1577 - Louis Le Roy, scrittore francese
- 1580 - Ichijō Tadamasa, militare giapponese (n. 1560)
- 1582 - Akechi Mitsuhide, generale giapponese (n. 1528)
- 1582 - James Crichton, scienziato, poeta e matematico scozzese (n. 1560)
- 1582 - Ise Sadaoki, militare giapponese (n. 1559)
- 1582 - Sébastien de L'Aubespine, vescovo, ambasciatore e abate francese (n. 1518)
- 1591 - Vincenzo Galilei, compositore, teorico musicale e liutista italiano

## XVII secolo(15)
- 1604 - Benedetto Mandina, giurista e vescovo cattolico italiano (n. 1548)
- 1605 - Ludovico I di Sayn-Wittgenstein, nobile tedesco (n. 1532)
- 1613 - Bartholomaeus Pitiscus, matematico, astronomo e teologo tedesco (n. 1561)
- 1616 - Bernardino Realino, gesuita italiano (n. 1530)
- 1619 - Francesco II di Sassonia-Lauenburg, duca (n. 1547)
- 1621 - Thomas Harriot, astronomo, traduttore e matematico inglese (n. 1560)
- 1631 - Dario Castello, compositore e violinista italiano (n. 1602)
- 1633 - Trijntje Keever, olandese (n. 1616)
- 1656 - François-Marie de Broglie, nobile e militare italiano (n. 1611)
- 1658 - Louis Chantereau Lefèbvre, scrittore e storico francese (n. 1588)
- 1674 - Eberardo III di Württemberg, duca (n. 1614)
- 1689 - Edward Villiers, nobile e ufficiale inglese (n. 1620)
- 1691 - Marc'Antonio Pasqualini, cantante castrato e compositore italiano (n. 1614)
- 1694 - Philip Christoph Königsmarck, militare svedese (n. 1665)
- 1699 - Ortensia Mancini, nobile francese (n. 1646)

## XVIII secolo(29)
- 1701 - Filippo Schor, architetto, ingegnere e scenografo italiano (n. 1646)
- 1704 - Giovanni Adolfo di Schleswig-Holstein-Sonderburg-Plön, nobile danese (n. 1634)
- 1706 - Kimpa Vita, politica angolana
- 1706 - John Methuen, diplomatico inglese (n. 1650)
- 1710 - Domenico Freschi, compositore italiano (n. 1634)
- 1715 - Hortensia von Moos, scrittrice svizzera (n. 1659)
- 1715 - Benito de Sala y de Caramany, cardinale e vescovo cattolico spagnolo (n. 1646)
- 1718 - Luca Pertusati, I conte di Castelferro, nobile e politico italiano (n. 1637)
- 1719 - Federico Pappacoda, presbitero, letterato e poeta italiano (n. 1654)
- 1725 - Nicola Fumo, scultore e architetto italiano (n. 1647)
- 1726 - Aurora Sanseverino, nobildonna, poetessa e mecenate italiana (n. 1669)
- 1728 - Jemima Crew, nobildonna inglese (n. 1675)
- 1732 - Felicjan Konstanty Szaniawski, vescovo cattolico polacco (n. 1668)
- 1733 - Jan van Huchtenburgh, pittore, incisore e disegnatore olandese (n. 1647)
- 1741 - François Xavier d'Entrecolles, gesuita francese (n. 1664)
- 1743 - Spencer Compton, I conte di Wilmington, politico inglese (n. 1674)
- 1749 - Francesco Maria Benedetti, compositore e francescano italiano (n. 1683)
- 1751 - François Robichon de La Guérinière, cavaliere francese (n. 1688)
- 1754 - Giuseppe di Marsciano, vescovo cattolico italiano (n. 1696)
- 1757 - Giovanna Elisabetta di Baden-Durlach, nobile (n. 1680)
- 1757 - Siraj ud-Dalla, sovrano indiano (n. 1733)
- 1766 - Sofia Carolina von Camas, nobildonna prussiana (n. 1686)
- 1768 - Giuseppe Maria Imbonati, letterato e mecenate italiano (n. 1688)
- 1770 - Pietro Perfetti, incisore italiano (n. 1725)
- 1778 - Jean-Jacques Rousseau, filosofo, scrittore e pedagogista svizzero (n. 1712)
- 1779 - Luigi Crespi, pittore e storico dell'arte italiano (n. 1708)
- 1791 - Søren Abildgaard, pittore danese (n. 1718)
- 1794 - František Xaver Pokorný, violinista e compositore ceco (n. 1729)
- 1800 - Victor Louis, architetto francese (n. 1731)

## XIX secolo(51)
- 1803 - Joseph Marie Blaise Coulomb, ingegnere francese (n. 1728)
- 1813 - Aleksej Grigor'evič Bobrinskij, conte (n. 1762)
- 1813 - Fanny di Beauharnais, nobildonna, scrittrice e poetessa francese (n. 1737)
- 1821 - Louis Charles Antoine de Beaufranchet d'Ayat, generale e politico francese (n. 1757)
- 1821 - Michele Di Pietro, cardinale italiano (n. 1747)
- 1822 - Heinrich Joseph Schütz, incisore e disegnatore tedesco (n. 1760)
- 1823 - Pietro Federico Guglielmo di Oldenburg, duca (n. 1754)
- 1831 - Natal'ja Ivanovna Kurakina, nobildonna, compositrice e cantante russa (n. 1766)
- 1832 - Charles-François-Jean-Baptiste Moreau de Commagny, drammaturgo, librettista e cantautore francese (n. 1783)
- 1833 - Gervasio Antonio de Posadas, politico argentino (n. 1757)
- 1835 - Luigi Maria Richieri di Montichieri, generale italiano (n. 1771)
- 1836 - Cesare Arici, poeta italiano (n. 1782)
- 1840 - Pietro Amoretti, incisore italiano (n. 1766)
- 1840 - Bogdan Jański, religioso polacco (n. 1807)
- 1841 - Franz Ernst Heinrich Spitzner, filologo classico e educatore tedesco (n. 1787)
- 1843 - Samuel Hahnemann, medico tedesco (n. 1755)
- 1843 - Péter Klobusiczky, arcivescovo cattolico ungherese (n. 1754)
- 1844 - Alamanno Agostini Venerosi della Seta, politico e patriota italiano (n. 1797)
- 1850 - Robert Peel, politico britannico (n. 1788)
- 1854 - Aglaé Auguié, nobildonna francese (n. 1782)
- 1854 - Ferdinand Samuel Laur, compositore, direttore di coro e direttore d'orchestra tedesco (n. 1791)
- 1855 - Giorgio Ansaldi, generale italiano (n. 1795)
- 1856 - Ferdinando Minucci, arcivescovo cattolico italiano (n. 1782)
- 1857 - Giovan Battista Falcone, patriota italiano (n. 1834)
- 1857 - Carlo Pisacane, rivoluzionario, patriota e militare italiano (n. 1818)
- 1858 - Amelia FitzClarence, nobile britannica (n. 1807)
- 1859 - Gilbert Elliot-Murray-Kynynmound, II conte di Minto, nobile e politico britannico (n. 1782)
- 1861 - Petrus Augustus de Génestet, poeta e teologo olandese (n. 1829)
- 1865 - Federico di Schleswig-Holstein-Sonderburg-Augustenburg, nobile danese (n. 1800)
- 1865 - Friedrich von Gerok, teologo tedesco (n. 1786)
- 1868 - Ralph Abercromby, II barone di Dunfermline, diplomatico inglese (n. 1803)
- 1869 - Adrien Berbrugger, archeologo e filologo francese (n. 1801)
- 1870 - Girolamo Guidoni, geologo e naturalista italiano (n. 1794)
- 1876 - Giuseppe Ferrari, filosofo, storico e politico italiano (n. 1811)
- 1878 - François Bazin, compositore francese (n. 1816)
- 1879 - Giovanni Vacca, ammiraglio e politico italiano (n. 1810)
- 1881 - Clemente Althaus, poeta peruviano (n. 1835)
- 1881 - Giulio Anivitti, artista e insegnante italiano (n. 1850)
- 1881 - Casimiro Pisani, patriota e politico italiano (n. 1803)
- 1882 - Augusto Ruspoli, principe e politico italiano (n. 1817)
- 1885 - Aurelio Turcotti, politico italiano (n. 1808)
- 1886 - Ettore Caporali, matematico italiano (n. 1855)
- 1888 - Ildefonso Joaquín Infante y Macías, vescovo cattolico spagnolo (n. 1813)
- 1893 - Georgiana Drew, attrice teatrale statunitense (n. 1856)
- 1893 - Giovanni Kobler, storico italiano (n. 1811)
- 1893 - Jules Jacques Veyrassat, pittore e incisore francese (n. 1828)
- 1895 - Giuseppe Turchi, pittore italiano (n. 1840)
- 1896 - Alberto Barberis, filosofo e religioso italiano (n. 1847)
- 1896 - Alexander R. Lawton, generale e diplomatico statunitense (n. 1818)
- 1896 - Paolo Maspero, medico e letterato italiano (n. 1811)
- 1899 - Agnes Joaquim, botanica armena (n. 1854)

## XX secolo(234)
- 1901 - Giuseppe Gadda, politico, prefetto e avvocato italiano (n. 1822)
- 1903 - Ed Delahanty, giocatore di baseball statunitense (n. 1867)
- 1903 - Severo Rodríguez Etchart, pittore argentino (n. 1864)
- 1904 - Eugénie Joubert, religiosa francese (n. 1876)
- 1905 - Giovanni Camerana, poeta, critico d'arte e magistrato italiano (n. 1845)
- 1908 - Oscar Liebreich, farmacologo tedesco (n. 1839)
- 1908 - Fausto Massimini, politico italiano (n. 1859)
- 1909 - Stanisław Tarnowski, pittore polacco (n. 1838)
- 1910 - Camilo Bargiela, scrittore, traduttore e diplomatico spagnolo (n. 1874)
- 1910 - Francesco Cherubin, vescovo cattolico italiano (n. 1838)
- 1911 - Carl Folcker, ginnasta svedese (n. 1889)
- 1911 - Filomeno Mata, giornalista, rivoluzionario e anarchico messicano (n. 1845)
- 1911 - Felix Mottl, compositore e direttore d'orchestra austriaco (n. 1856)
- 1912 - Fëdor Vasil'evič Dubasov, ammiraglio russo (n. 1845)
- 1913 - Miklós Fekete, calciatore ungherese (n. 1892)
- 1914 - Joseph Chamberlain, politico britannico (n. 1836)
- 1914 - Johann Schwarz, calciatore austriaco (n. 1891)
- 1914 - Luigi Varanini, militare italiano (n. 1892)
- 1915 - Porfirio Díaz, politico e generale messicano (n. 1830)
- 1916 - Moše ben Rafael Attias, islamista e storico bosniaco (n. 1845)
- 1916 - Giuseppe Bossola, organista e imprenditore italiano (n. 1829)
- 1916 - Louis Maxson, arciere statunitense (n. 1855)
- 1916 - Michail Pomorcev, militare, ingegnere e meteorologo russo (n. 1851)
- 1917 - William Henry Moody, politico statunitense (n. 1853)
- 1918 - Domenico Palazzotto, militare italiano (n. 1894)
- 1919 - Theodor Reye, matematico tedesco (n. 1838)
- 1919 - Anna Howard Shaw, medico e attivista britannica (n. 1847)
- 1919 - Friedrich Soennecken, inventore e imprenditore tedesco (n. 1848)
- 1920 - Michail Osipovič Ėjzenštejn, architetto e ingegnere russo (n. 1867)
- 1922 - Gurli Åberg, attrice teatrale svedese (n. 1843)
- 1923 - James Ryan, vescovo cattolico irlandese (n. 1848)
- 1924 - Federico Martinotti, enologo italiano (n. 1860)
- 1924 - Matsukata Masayoshi, politico giapponese (n. 1835)
- 1924 - Gaspare Moretto, religioso e missionario italiano (n. 1880)
- 1924 - William Henry Upham, politico e militare statunitense (n. 1841)
- 1925 - Nikolaj Dmitrievič Golicyn, politico russo (n. 1850)
- 1926 - Émile Coué, psicologo e farmacista francese (n. 1857)
- 1926 - Kristján Jónsson, politico, giurista e giudice islandese (n. 1852)
- 1928 - Anton Rosen, architetto danese (n. 1859)
- 1929 - Gladys Brockwell, attrice statunitense (n. 1894)
- 1930 - Anders Randolf, attore danese (n. 1870)
- 1931 - Harald Høffding, filosofo danese (n. 1843)
- 1931 - Peter Kürten, serial killer tedesco (n. 1883)
- 1931 - Charles Quef, organista e compositore francese (n. 1873)
- 1932 - Manuele II del Portogallo, re portoghese (n. 1889)
- 1932 - Ernald Scattergood, calciatore inglese (n. 1887)
- 1933 - Gerald Ames, attore, regista e schermidore britannico (n. 1880)
- 1933 - Eusebi Arnau, scultore spagnolo (n. 1863)
- 1933 - Giuseppe Bertazzoni, vescovo cattolico italiano (n. 1865)
- 1933 - Ruggero Lupi, attore italiano (n. 1882)
- 1933 - Caroline Yale, inventrice e educatrice statunitense (n. 1848)
- 1934 - Hans-Joachim von Falkenhausen, militare tedesco (n. 1897)
- 1935 - Hank O'Day, giocatore di baseball, arbitro di baseball e allenatore di baseball statunitense (n. 1859)
- 1936 - Tibor Melczer, ingegnere austro-ungarico (n. 1879)
- 1936 - Harry Northrup, attore francese (n. 1875)
- 1936 - Luisa di Schleswig-Holstein-Sonderburg-Glücksburg, nobildonna tedesca (n. 1858)
- 1937 - Nikolaj Maksimovič Minskij, poeta e filosofo russo (n. 1855)
- 1938 - Lau Lauritzen, regista, sceneggiatore e attore danese (n. 1878)
- 1938 - Oreste Ravanello, organista e compositore italiano (n. 1871)
- 1940 - Guido Seeber, direttore della fotografia e regista tedesco (n. 1879)
- 1940 - Giuseppe Tuntar, politico e giornalista italiano (n. 1882)
- 1941 - Antonio Cavalleri, militare italiano (n. 1911)
- 1941 - Ronald McLean, ginnasta britannico (n. 1881)
- 1941 - George Valentin Bibescu, nobile e aviatore romeno (n. 1880)
- 1941 - Hilmar Wäckerle, militare tedesco (n. 1899)
- 1942 - Giuseppe Graziosi, scultore, pittore e grafico italiano (n. 1879)
- 1942 - Evgenij Petrovič Petrov, scrittore sovietico (n. 1903)
- 1942 - William Henry Reed, violinista, docente e compositore britannico (n. 1875)
- 1942 - Salvatore Zappalà, militare italiano (n. 1893)
- 1943 - Valdemar Bøggild, ginnasta danese (n. 1893)
- 1943 - Cesare Forni, politico italiano (n. 1890)
- 1943 - Gerrit Kleerekoper, allenatore di ginnastica artistica olandese (n. 1897)
- 1943 - Helena Nordheim, ginnasta olandese (n. 1903)
- 1943 - Asim Zeneli, militare e partigiano albanese (n. 1916)
- 1944 - Paul Powell, regista, sceneggiatore e produttore cinematografico statunitense (n. 1881)
- 1944 - Maurice Thédié, calciatore francese (n. 1896)
- 1944 - Şehzade Mehmed Ertuğrul, principe ottomano (n. 1912)
- 1945 - Óscar R. Benavides, politico e generale peruviano (n. 1876)
- 1946 - Mary Alden, attrice statunitense (n. 1883)
- 1946 - Pio Emanuelli, astronomo, storico e divulgatore scientifico italiano (n. 1889)
- 1946 - Albert Sechehaye, linguista svizzero (n. 1870)
- 1947 - Nikolaj Grigor'evič Čebotarëv, matematico sovietico (n. 1894)
- 1947 - Gabriele Vettori, arcivescovo cattolico italiano (n. 1869)
- 1948 - Charles Boettcher, imprenditore tedesco (n. 1852)
- 1949 - Georgi Dimitrov, politico bulgaro (n. 1882)
- 1950 - Eligio Pometta, giornalista, politico e storico svizzero (n. 1865)
- 1951 - Beatrice Hill-Lowe, arciera irlandese (n. 1869)
- 1951 - Ernst Ferdinand Sauerbruch, chirurgo tedesco (n. 1875)
- 1952 - Giovanni Cerrina Feroni, militare italiano (n. 1866)
- 1952 - Ciro Grassi, compositore e organista italiano (n. 1868)
- 1954 - Dante Lorenzelli, generale italiano (n. 1884)
- 1954 - Henri Van Schingen, missionario e vescovo cattolico belga (n. 1888)
- 1955 - Marco Davanzo, pittore italiano (n. 1872)
- 1955 - Fritz Freisler, regista e sceneggiatore austriaco (n. 1881)
- 1957 - Grete Diercks, attrice tedesca (n. 1882)
- 1957 - Robert Hennet, schermidore belga (n. 1886)
- 1957 - Ibrahim Orabi, lottatore egiziano (n. 1912)
- 1958 - Antonio Fuortes, ingegnere e letterato italiano (n. 1884)
- 1958 - Joe Jeanette, pugile statunitense (n. 1879)
- 1959 - Robert Burnett, ammiraglio britannico (n. 1887)
- 1960 - Margherita Bagni, attrice italiana (n. 1902)
- 1960 - Alfredo Attilio Schettini, avvocato e politico italiano (n. 1874)
- 1961 - Tullio Covre, aviatore italiano (n. 1917)
- 1961 - Pola Gauguin, pittore, critico d'arte e biografo norvegese (n. 1883)
- 1961 - Ernest Hemingway, scrittore e giornalista statunitense (n. 1899)
- 1962 - Arconovaldo Bonacorsi, generale italiano (n. 1898)
- 1962 - Anton Kugler, calciatore tedesco (n. 1898)
- 1962 - Peter Ryan, pilota automobilistico canadese (n. 1940)
- 1962 - Valeska Suratt, attrice statunitense (n. 1882)
- 1962 - Harold Turner, ballerino britannico (n. 1909)
- 1963 - Seth Barnes Nicholson, astronomo statunitense (n. 1891)
- 1963 - Lisa Tetzner, scrittrice, curatrice editoriale e docente tedesca (n. 1894)
- 1963 - Bodo Uhse, scrittore tedesco (n. 1904)
- 1963 - Giacomo Vaccari, regista e sceneggiatore italiano (n. 1931)
- 1964 - Branislav Hrnjiček, calciatore jugoslavo (n. 1908)
- 1964 - Julia Mackley, attrice statunitense (n. 1878)
- 1964 - Fireball Roberts, pilota automobilistico statunitense (n. 1929)
- 1965 - Maurice Lombard, storico francese (n. 1904)
- 1967 - Vasilij Stepanovič Popov, generale sovietico (n. 1894)
- 1967 - Raffaello Ramat, critico letterario e partigiano italiano (n. 1905)
- 1967 - Holman Williams, pugile statunitense (n. 1912)
- 1968 - Francis John Brennan, cardinale statunitense (n. 1894)
- 1968 - Hans Heysen, pittore australiano (n. 1877)
- 1969 - Michael DiBiase, wrestler statunitense (n. 1923)
- 1969 - Renzo Gobbi, calciatore italiano (n. 1915)
- 1969 - Mikio Naruse, regista, sceneggiatore e produttore cinematografico giapponese (n. 1905)
- 1969 - Camillo Tommasi di Scillato, generale e politico italiano (n. 1873)
- 1970 - Osiride Brovedani, imprenditore e filantropo italiano (n. 1893)
- 1970 - Alice Cocéa, attrice e cantante francese (n. 1899)
- 1970 - Philipp Müller-Gebhard, generale tedesco (n. 1889)
- 1971 - Barbara Leonard, attrice statunitense (n. 1908)
- 1971 - Paul Maltby, ufficiale britannico (n. 1892)
- 1972 - Edmond Apéti Kossivi, calciatore togolese (n. 1946)
- 1972 - Vigilio Gottardi, attore italiano (n. 1909)
- 1972 - Lena Svedberg, artista svedese (n. 1946)
- 1973 - William Bell Dinsmoor, archeologo statunitense (n. 1886)
- 1973 - Mario Franzil, politico italiano (n. 1909)
- 1973 - Betty Grable, attrice, ballerina e cantante statunitense (n. 1916)
- 1973 - Chick Hafey, giocatore di baseball statunitense (n. 1903)
- 1973 - George Macready, attore statunitense (n. 1899)
- 1973 - Ferdinand Schörner, generale tedesco (n. 1892)
- 1975 - Gaetano Cappiello, poliziotto italiano (n. 1947)
- 1975 - Valdo Fusi, avvocato, politico e scrittore italiano (n. 1911)
- 1975 - James Robertson Justice, attore britannico (n. 1907)
- 1975 - Wilhelm Koppe, militare tedesco (n. 1896)
- 1975 - Benno Rabinof, violinista statunitense (n. 1908)
- 1976 - Angelo Costa, imprenditore italiano (n. 1901)
- 1976 - Caterina Marcenaro, storica dell'arte, museologa e funzionaria italiana (n. 1906)
- 1977 - Giuseppe Balista, politico italiano (n. 1901)
- 1977 - Vladimir Nabokov, scrittore, saggista e critico letterario russo (n. 1899)
- 1977 - William H. Ziegler, montatore statunitense (n. 1909)
- 1978 - Alfredo Conti, avvocato e politico italiano (n. 1894)
- 1978 - Luca Pietromarchi, nobile e diplomatico italiano (n. 1895)
- 1979 - Anton Kaltenberger, bobbista austriaco (n. 1904)
- 1979 - Larisa Efimovna Šepit'ko, regista sovietica (n. 1938)
- 1979 - Carlyle Smith Beals, astronomo canadese (n. 1899)
- 1980 - Alfonso Ricciardi, dirigente sportivo, allenatore di calcio e calciatore italiano (n. 1913)
- 1981 - Corrado Curcio, letterato e filosofo italiano (n. 1903)
- 1981 - Egidio Feruglio, ciclista su strada italiano (n. 1921)
- 1981 - Billy Gillespie, calciatore irlandese (n. 1891)
- 1981 - Paul Schmiedlin, calciatore svizzero (n. 1897)
- 1982 - Salvatore Nuvoletta, carabiniere italiano (n. 1962)
- 1982 - Giuseppe Romanelli, scultore italiano (n. 1916)
- 1983 - László Budai, allenatore di calcio e calciatore ungherese (n. 1928)
- 1983 - Hans Mehlhorn, bobbista tedesco (n. 1900)
- 1984 - Lenore Coffee, sceneggiatrice, commediografa e scrittrice statunitense (n. 1896)
- 1985 - David Purley, pilota automobilistico britannico (n. 1945)
- 1986 - Hoàng Văn Thái, generale e politico vietnamita (n. 1915)
- 1986 - Aldo Scardella, italiano (n. 1961)
- 1987 - Michael Bennett, regista, coreografo e ballerino statunitense (n. 1943)
- 1987 - Vincenzo De Crescenzo, poeta italiano (n. 1915)
- 1987 - Yacout El-Soury, calciatore egiziano
- 1987 - Karl Linnas, militare estone (n. 1919)
- 1988 - Jimmy Ball, velocista canadese (n. 1903)
- 1988 - Johann Baptist Gradl, politico tedesco (n. 1904)
- 1988 - Nella Mortara, fisica italiana (n. 1893)
- 1988 - Alice Vibert Douglas, astronoma canadese (n. 1894)
- 1988 - Eddie Vinson, sassofonista statunitense (n. 1917)
- 1989 - Hilmar Baunsgaard, politico danese (n. 1920)
- 1989 - Andrej Andreevič Gromyko, politico e diplomatico sovietico (n. 1909)
- 1989 - Jean Leguay, funzionario francese (n. 1909)
- 1989 - Jean Painlevé, regista francese (n. 1902)
- 1989 - Franklin J. Schaffner, regista statunitense (n. 1920)
- 1989 - Wilfrid Sellars, filosofo statunitense (n. 1912)
- 1989 - Ben Wright, attore e doppiatore britannico (n. 1915)
- 1990 - Giuseppe Montalenti, biologo e genetista italiano (n. 1904)
- 1990 - Antoine Saint-John, attore francese (n. 1940)
- 1991 - Bruno Engelmeier, calciatore austriaco (n. 1927)
- 1991 - Lee Remick, attrice statunitense (n. 1935)
- 1991 - Ermanno Scaramuzzi, calciatore italiano (n. 1927)
- 1992 - Charles F. Brannan, politico statunitense (n. 1903)
- 1992 - Camarón de la Isla, cantante spagnolo (n. 1950)
- 1992 - Renée Conan, politica francese (n. 1938)
- 1992 - Giuseppe Martelli, calciatore italiano (n. 1901)
- 1992 - Borislav Pekić, scrittore, drammaturgo e sceneggiatore serbo (n. 1930)
- 1993 - Pasquale Baccaro, militare italiano (n. 1972)
- 1993 - Fred Gwynne, attore statunitense (n. 1926)
- 1993 - Andrea Millevoi, militare italiano (n. 1972)
- 1993 - Stefano Paolicchi, militare italiano (n. 1963)
- 1993 - Clarence Zener, fisico statunitense (n. 1905)
- 1994 - Lucio Amelio, gallerista italiano (n. 1931)
- 1994 - Roberto Balado, pugile cubano (n. 1969)
- 1994 - Andrés Escobar, calciatore colombiano (n. 1967)
- 1994 - Giovanni Battista Guidotti, pilota automobilistico e manager italiano (n. 1902)
- 1994 - Maung Maung, politico birmano (n. 1925)
- 1995 - Claudio Costa, artista italiano (n. 1942)
- 1995 - Menachem Mendel Futerfas, rabbino, mistico e educatore russo (n. 1906)
- 1995 - Alex Jordan, attrice pornografica statunitense (n. 1963)
- 1995 - Zdeněk Košler, direttore d'orchestra ceco (n. 1928)
- 1995 - Krissy Taylor, supermodella statunitense (n. 1978)
- 1996 - Silvano Ambrogi, scrittore e sceneggiatore italiano (n. 1929)
- 1996 - Natalia Bode, fotografa sovietica (n. 1914)
- 1996 - Gerhard Durlacher, scrittore olandese (n. 1928)
- 1996 - Ingvar Pettersson, marciatore svedese (n. 1926)
- 1996 - Stefano Sibaldi, attore e doppiatore italiano (n. 1905)
- 1997 - Alberto Briganti, generale e aviatore italiano (n. 1896)
- 1997 - James Stewart, attore statunitense (n. 1908)
- 1998 - Joe Graboski, cestista statunitense (n. 1930)
- 1998 - Sergio Maldini, scrittore e giornalista italiano (n. 1923)
- 1998 - Maria Miccolis, politica italiana (n. 1925)
- 1998 - Reg Potter, pallanuotista britannico (n. 1914)
- 1998 - Leonello Raffaelli, politico italiano (n. 1921)
- 1998 - Kay Thompson, scrittrice, cantautrice e ballerina statunitense (n. 1909)
- 1998 - Sirio Ungherelli, partigiano italiano (n. 1923)
- 1999 - Andrej Bogdanov, nuotatore sovietico (n. 1958)
- 1999 - Gualtiero Nativi, pittore italiano (n. 1921)
- 1999 - Angelo Paccagnini, compositore italiano (n. 1930)
- 1999 - Mario Puzo, scrittore e sceneggiatore statunitense (n. 1920)
- 2000 - Joey Dunlop, pilota motociclistico nordirlandese (n. 1952)
- 2000 - Wilfred Pelletier, scrittore e filosofo canadese (n. 1927)
- 2000 - Pietro Restivo, politico e medico italiano (n. 1904)
- 2000 - Leonetto Tintori, pittore, decoratore e restauratore italiano (n. 1908)
- 2000 - Georgi Tringov, scacchista bulgaro (n. 1937)
- 2000 - Anatolij Gavrilovič Ufimcev, scacchista kazako (n. 1914)

## XXI secolo(135)
- 2001 - Herbert G. Baker, botanico britannico (n. 1920)
- 2001 - Ettore Calvi, politico e sindacalista italiano (n. 1907)
- 2001 - Giuseppe Di Mauro, liutaio italiano (n. 1932)
- 2001 - Jack Gwillim, attore britannico (n. 1909)
- 2002 - Lucio Ardenzi, cantante, attore e regista italiano (n. 1922)
- 2002 - Earle Brown, compositore statunitense (n. 1926)
- 2002 - Ray Brown, contrabbassista statunitense (n. 1926)
- 2002 - Antonio Cossu, scrittore italiano (n. 1927)
- 2002 - Jean-Yves Daniel-Lesur, compositore e organista francese (n. 1908)
- 2002 - Mario Saracino, calciatore e allenatore di calcio italiano (n. 1917)
- 2003 - Frank Farrel, hockeista su ghiaccio statunitense (n. 1908)
- 2003 - Mario Giannelli, giocatore di football americano statunitense (n. 1920)
- 2003 - Najeeb Halaby, aviatore statunitense (n. 1915)
- 2003 - Erkki Mallenius, pugile finlandese (n. 1928)
- 2004 - Sophia de Mello Breyner Andresen, poetessa portoghese (n. 1919)
- 2004 - Oswald Baker, presbitero inglese (n. 1915)
- 2004 - Aldo Bricco, generale e partigiano italiano (n. 1913)
- 2004 - Plinio De Martiis, gallerista e fotografo italiano (n. 1920)
- 2004 - Mochtar Lubis, scrittore e giornalista indonesiano (n. 1922)
- 2004 - Héctor Flores Osuna, compositore e musicista portoricano (n. 1923)
- 2005 - Floriano Bodini, scultore, incisore e medaglista italiano (n. 1933)
- 2005 - Carla Candiani, attrice italiana (n. 1916)
- 2005 - Ernest Lehman, sceneggiatore, produttore cinematografico e regista statunitense (n. 1915)
- 2005 - Kenneth Pinyan, ingegnere statunitense (n. 1960)
- 2005 - Giulio Torrini, fotografo, fotoreporter e giornalista italiano (n. 1914)
- 2006 - Renato Albertini, politico e partigiano italiano (n. 1928)
- 2006 - Cho Nam-chul, goista sudcoreano (n. 1923)
- 2006 - René Letelier, scacchista cileno (n. 1915)
- 2006 - Tihomir Ognjanov, calciatore jugoslavo (n. 1927)
- 2006 - Sauro Petrini, calciatore e dirigente sportivo italiano (n. 1952)
- 2006 - François Stahly, scultore francese (n. 1911)
- 2007 - Giuseppe Forti, astronomo italiano (n. 1939)
- 2007 - Cesare Pozzi, partigiano italiano (n. 1914)
- 2007 - Luigi Scarabello, calciatore e allenatore di calcio italiano (n. 1916)
- 2007 - Beverly Sills, soprano statunitense (n. 1929)
- 2007 - Jimmy Walker, cestista statunitense (n. 1944)
- 2007 - Al Williams, cestista statunitense (n. 1948)
- 2007 - Hy Zaret, compositore e paroliere statunitense (n. 1907)
- 2008 - Omar Caetano, calciatore uruguaiano (n. 1938)
- 2008 - Empedocle Maffia, giornalista italiano (n. 1943)
- 2008 - Ubaldo Mirabelli, storico dell'arte, musicologo e giornalista italiano (n. 1921)
- 2008 - Luigi Scuotto, dirigente sportivo italiano (n. 1909)
- 2008 - Elizabeth Spriggs, attrice britannica (n. 1929)
- 2009 - Adésio, calciatore brasiliano (n. 1933)
- 2009 - Chen Shoushan, generale e politico taiwanese (n. 1921)
- 2009 - Kaj Hansen, calciatore danese (n. 1940)
- 2009 - Martin Hengel, teologo e saggista tedesco (n. 1926)
- 2009 - Petro Ruçi, calciatore albanese (n. 1957)
- 2009 - Bert Schneider, pilota motociclistico austriaco (n. 1936)
- 2009 - Leo Solari, politico, partigiano e scrittore italiano (n. 1919)
- 2010 - Beryl Bainbridge, scrittrice britannica (n. 1932)
- 2010 - Mahfud Ali Beiba, politico sahrāwī (n. 1953)
- 2010 - Vittorio Camardese, chitarrista e medico italiano (n. 1929)
- 2010 - Frank Colacurcio, mafioso statunitense (n. 1917)
- 2010 - Víctor de la Fuente, fumettista spagnolo (n. 1927)
- 2010 - Carl Adam Petri, matematico e informatico tedesco (n. 1926)
- 2010 - Laurent Terzieff, attore e regista francese (n. 1935)
- 2011 - Itamar Augusto Cautiero Franco, politico brasiliano (n. 1930)
- 2011 - Juno Jean Stover-Irwin, tuffatrice statunitense (n. 1928)
- 2012 - Michele Abbate, politico italiano (n. 1934)
- 2012 - Dino Bartolo Partesano, regista e sceneggiatore italiano (n. 1925)
- 2012 - Ben van Os, scenografo olandese (n. 1944)
- 2013 - Claude Arabo, schermidore francese (n. 1937)
- 2013 - Leonardo Caprioli, medico italiano (n. 1920)
- 2013 - Douglas Engelbart, inventore e ingegnere statunitense (n. 1925)
- 2013 - Fawzia d'Egitto, regina egiziana (n. 1921)
- 2013 - Nilo Floody, pentatleta cileno (n. 1921)
- 2013 - Carlo Furlanis, calciatore italiano (n. 1939)
- 2014 - Chad Brown, giocatore di poker, attore e personaggio televisivo statunitense (n. 1961)
- 2014 - Harold Kuhn, matematico statunitense (n. 1925)
- 2014 - Paul Wild, astronomo svizzero (n. 1925)
- 2014 - Louis Zamperini, mezzofondista e militare statunitense (n. 1917)
- 2015 - Slavko Avsenik, compositore e musicista sloveno (n. 1929)
- 2015 - Åke Johansson, attore e giornalista svedese (n. 1925)
- 2015 - Petro Korol', sollevatore sovietico (n. 1941)
- 2015 - Charlie Sanders, giocatore di football americano statunitense (n. 1946)
- 2016 - Massimo Bonavita, politico italiano (n. 1949)
- 2016 - Michael Cimino, regista, sceneggiatore e produttore cinematografico statunitense (n. 1939)
- 2016 - Carlos Hernández, pugile venezuelano (n. 1939)
- 2016 - Rudolf Emil Kálmán, ingegnere e matematico statunitense (n. 1930)
- 2016 - Patrick Manning, politico e geologo trinidadiano (n. 1946)
- 2016 - Michel Rocard, funzionario e politico francese (n. 1930)
- 2016 - Giovanni Russo, politico e avvocato italiano (n. 1932)
- 2016 - Elie Wiesel, scrittore, giornalista e saggista rumeno (n. 1928)
- 2017 - Tony Bianchi, scrittore britannico (n. 1952)
- 2017 - Ryke Geerd Hamer, medico tedesco (n. 1935)
- 2017 - Minos Kiriakou, armatore greco (n. 1942)
- 2017 - Volodymyr Malanjuk, scacchista ucraino (n. 1957)
- 2017 - Manlio Mazziotti di Celso, giurista italiano (n. 1919)
- 2017 - Antonio Palamara, mafioso italiano (n. 1940)
- 2017 - Chris Roberts, cantante, attore e produttore discografico tedesco (n. 1944)
- 2017 - Orri Vigfússon, imprenditore e ambientalista islandese (n. 1942)
- 2017 - Tat'jana Zatulovskaja, scacchista israeliana (n. 1935)
- 2018 - Carlo Carlevaris, presbitero italiano (n. 1926)
- 2018 - Girolamo Cotroneo, filosofo italiano (n. 1934)
- 2018 - Sebastiano Gesù, critico cinematografico italiano (n. 1946)
- 2018 - Bill Watrous, trombonista statunitense (n. 1939)
- 2019 - Michael Colgrass, musicista, compositore e docente canadese (n. 1932)
- 2019 - Pat Crawford Brown, attrice statunitense (n. 1929)
- 2019 - Ion Geantă, canoista rumeno (n. 1959)
- 2019 - Lee Iacocca, manager statunitense (n. 1924)
- 2019 - José Luis Merino, regista e sceneggiatore spagnolo (n. 1927)
- 2019 - Francesco Pontone, politico e avvocato italiano (n. 1927)
- 2019 - Bruce Wallrodt, atleta paralimpico australiano (n. 1951)
- 2020 - Paolo Cabras, politico italiano (n. 1931)
- 2020 - Nikolaj Girševič Kapustin, pianista e compositore sovietico (n. 1937)
- 2020 - Paolo Parrini, filosofo italiano (n. 1943)
- 2020 - Tilo Prückner, attore tedesco (n. 1940)
- 2020 - Kevin Rafferty, regista e produttore cinematografico statunitense (n. 1947)
- 2021 - Helmuth Ashley, regista, direttore della fotografia e sceneggiatore austriaco (n. 1919)
- 2021 - Paolo Beldì, regista televisivo italiano (n. 1954)
- 2021 - Claudy Chapeland, attore francese (n. 1944)
- 2021 - Naïm Kattan, scrittore e critico letterario iracheno (n. 1928)
- 2021 - Lehlo Ledwaba, pugile sudafricano (n. 1971)
- 2021 - Adrian Metcalfe, velocista britannico (n. 1942)
- 2021 - Nikolaj Sličenko, cantante e attore russo (n. 1934)
- 2021 - Wilfred Tranter, calciatore inglese (n. 1945)
- 2021 - Giuliano Zoratti, calciatore e allenatore di calcio italiano (n. 1947)
- 2022 - Peter Brook, regista britannico (n. 1925)
- 2022 - Susana Dosamantes, attrice messicana (n. 1948)
- 2022 - Miguel Etchecolatz, poliziotto e criminale argentino (n. 1929)
- 2022 - Andy Goram, calciatore scozzese (n. 1964)
- 2022 - Laurent Noël, vescovo cattolico canadese (n. 1920)
- 2022 - Pino Reggiani, pittore italiano (n. 1937)
- 2022 - Saúl Rivero, calciatore uruguaiano (n. 1954)
- 2022 - Alarico Salaroli, attore e doppiatore italiano (n. 1940)
- 2022 - Alain de Cadenet, pilota automobilistico e conduttore televisivo britannico (n. 1945)
- 2023 - Anna Maria Bietti Sestieri, archeologa italiana (n. 1942)
- 2023 - Milan Milutinović, politico e diplomatico serbo (n. 1942)
- 2024 - Tom Fowler, bassista statunitense (n. 1951)
- 2024 - Comunardo Niccolai, calciatore e allenatore di calcio italiano (n. 1946)
- 2024 - Ermanno Vichi, politico e insegnante italiano (n. 1942)
- 2025 - Michail Gudkov, generale russo (n. 1983)
- 2025 - Julian McMahon, attore australiano (n. 1968)
- 2025 - Teresio Vachet, sciatore alpino e sciatore di velocità italiano (n. 1947)